# 呂原
呂原（1418年—1462年），字逢原，浙江秀水人。明朝政治人物。正統辛酉浙江解元，聯捷壬戌科進士。天順時官至翰林院學士。卒諡文懿。

## 生平
呂原父兄為教諭、訓導，自小家貧，父兄過世時，沒法回鄉歸葬，只能葬在景州暫時居地的附近，呂原時常到父兄墳墓慟哭。後來，奉母南歸，家里更加貧困。知府黃懋欣賞呂原的文筆，補其為諸生，遣入學，正統六年（1441年）舉辛酉科浙江鄉試第一。正統七年（1442年），聯捷一甲第二名進士（榜眼），授編修。正統十二年（1447年），與侍講裴綸等十人同選入東閣。景泰初，進侍講，與同官倪謙授小內侍書于文華殿東廡，那時于謙講《國風》、呂原講《堯典》。後任左春坊大學士。
天順初，改通政司右參議，兼侍講。徐有貞、李賢下獄之次日，命入內閣預機務。石亨、曹吉祥用事，貴倨，獨敬呂原。後來，李賢恢復官位入閣，呂原為次輔。不久，彭時也入內閣，三人相得甚歡。為天順期間，重要的三個閣老，李賢通達，遇事立斷。呂原濟以持重，庶政稱理。彭時善謀。後呂原進翰林院學士。天順六年，遭母喪，水漿不入口三日。詔葬畢即起視事。原乞終制。不允。乃之景州，啟父兄殯歸葬，舟中寢苫哀毀。體素豐，至是羸瘠。抵家甫襄事而卒，年四十五。贈禮部左侍郎，諡文懿。
呂原內剛外和，與物無競。性儉約，身無紈綺。歸裝惟賜衣數襲，分祿恤宗姻。

## 家族
有一子呂常，南京太常寺卿。曾孫呂程，嘉靖進士。